# 도시사회학
도시사회학은 대도시 지역의 삶과 인간 상호작용에 대한 사회학적 연구이다. 도시 지역의 구조, 환경 과정, 변화 및 문제를 연구하고 이를 통해 도시 계획 및 정책 수립을 위한 해답을 제공하는 사회학의 규범적 학문이다. 다른 말로 하면, 그것은 도시와 사회 발전에 대한 사회학적 연구이다. 사회학의 대부분의 분야와 마찬가지로, 도시 사회학자들은 통계 분석, 관찰, 사회 이론, 인터뷰, 그리고 이주와 인구 통계학적 경향, 경제, 빈곤, 인종 관계 및 경제 동향을 포함한 다양한 주제를 연구하기 위해 다양한 방법을 사용한다. 도시사회학은 19세기 중반으로 거슬러 올라가는 사회학의 가장 오래된 하위 분야 중 하나이다.
현대 도시 사회학의 철학적 토대는 도시화가 경제적, 사회적, 문화적 분야와 사회적 소외, 계급의 형성, 집단 및 개인 정체성의 생성 또는 파괴 등에 미치는 영향을 연구하고 이론화 한 Karl Marx, Ferdinand Tönnies, Émile Durkheim, Max Weber 및 Georg Simmel과 같은 사회 학자들의 연구에서 비롯되었다.
이러한 이론적 토대는 20세기 초에 시카고 대학에서 일했던 사회학자들과 연구원 그룹에 의해 더욱 확대되고 분석되었다. 시카고에서 사회 학교로 알려지게 된 시카고의 중심도시 로버트 파크, 루이스 워스, 어니스트 버지스의 연구는 사회학의 도시 연구의 목적뿐만 아니라 양적, 인종적 연구 방법의 사용을 통한 인문 지리학의 발전에도 혁명을 가져왔다. 도시사회학에서 시카고 학교에 의해 개발된 이론의 중요성은 지속적으로 비판받아 왔지만 여전히 도시화와 사회과학 내의 도시를 이해하는데 있어서 가장 중요한 역사적 진보의 발걸음 중 하나로 남아있다. 이 학문은 문화 사회학, 경제 사회학, 그리고 정치 사회학을 포함한 여러 분야에서 이끌어낼 수 있다.

## 발전과 상승
도시 사회학은 1915년부터 1940년까지 시카고 대학의 사회학자들과 이론가들로 구성된 그룹을 통해 북미 학계에서 두각을 나타내게 되었다. 시카고 사회 학교는 개인이 도시 사회 시스템 내에서 어떻게 상호작용하는지를 이해하기 위해 사회학 및 인류학 이론과 민족학 현장 연구를 결합했다. 이전의 하위분야를 표시했던 주로 매크로를 기반으로 했던 사회학과 달리, 시카고 사회 학교의 구성원들은 인간이 구조, 문화, 그리고 사회적 조건에서 어떻게 상호작용하는지에 대한 주관적인 의미를 제공하고자 하는 미시적 규모의 사회적 상호작용에 더 큰 중점을 두었다. 이 시기에 방법론적으로써 민족 지리학의 기초라고 할 수 있던 상징적 상호작용 이론은 도시 사회학과 함께 원시적인 형태를 취했고 그것의 초기 방법론적인 성향을 형성했다. 상징적 상호작용은 초기 미시사회학자 조지 미드와 막스 베버의 글에서 만들어졌고, 개인이 일상적인 상호작용에서 상징을 어떻게 해석하는지를 틀에 짜기 위해 노력했다. 초기 도시 사회학자들이 도시를 '초유기체'로 규정하면서, 상징적인 상호작용의 개념은 개별 지역사회가 도시 자체의 원활한 기능에 어떻게 기여하는지를 분석하는데 도움을 주었다.
시카고학파의 학자들은 본래 '산업 혁명 시기 도시화의 증가가 어떻게 현대 사회 문제를 심화시키는 데 기여했는가'라는 한 가지 핵심 질문에 답하고자 했다. 사회학자들은 1860년 1만 명이 사는 작은 도시에서 반세기 동안 200만 명이 넘는 대도시로 확장된 시카고에 집중했다. 해당 확장은 노숙자의 밀집, 새로 유입된 유럽 이민자들의 긴 노동 시간과 저임금으로 인한 열악한 주거 환경 등 다양한 사회 문제를 동반했다. 게다가 시카고는 다른 대도시 영역들과 달리 초기 확장론자들의 예측처럼 외곽으로 확장되지 않고, 동심원 고리 형태로 공간을 ‘재구성’했다. 많은 현대 도시와 마찬가지로 상업 지구가 중심을 차지했고, 노동자들의 주택과 초기 형태의 현대 교외 지역으로 둘러싸인 슬럼가와 낙후된 지역이 그 주변에 형성됐다. 도시 이론가들은 이러한 공간적 구분이 현대 도시 내에서 계급 관계를 고착, 고립시키는 데 기여하고, 중산층을 도심에서 외곽의 사유화된 주거 환경으로 이동시킨다고 언급했다.
20세기 초 시카고 도심에는 1세대 이민자 가정이 밀집해 있었기 때문에, 다수의 도시 사회학 초기 주요 연구들은 새롭고 발전중인 환경으로 이민자들의 토착 문화 역할과 규범 전달에 초점을 뒀다. 이 기간에는 정치 참여와 지역 사회 간 조직의 증가도 자주 다루어졌다. 또한 다수의 대도시 지역에서 시카고 대학과 같은 참가 기관이 인구 조사 기법을 도입함으로써 정보를 저장하고 쉽게 접근할 수 있었다. 시카고 대학의 교수들이자 도시 사회학의 초기 대표학자 3인인 로버트 파크, 어니스트 버지스, 로더릭 맥켄지는 '하위문화 이론(Subculture Theories)'을 발전시켰다. 이는 지역 기관들이 지역 사회 수용성과 사회적 유대감 형성에 종종 긍정적인 역할을 하는 이유를 설명하는 데 도움이 됐다. 그러나 해당 시기에 일어난 것으로 여겨지는 현상과 같이 인종 관계가 악화되고 확장으로 인해 지역 사회 구성원이 익명화되면 도심은 심각한 사회적 혼란에 빠지게 되며, 이는 지역 사회의 유대 형성과 정치적 참여를 저해한다고 보았다.
도시 사회학의 부상은 행동과학에서의 통계적 추론 확장과 동시에 일어났으며, 이는 도시 사회학이 다른 신흥 사회과학들과 함께 교육 기관에서의 이행 및 수용을 용이하게 했다. 시카고 대학의 미시 사회학은 미국에서 도시 사회학 연구의 가장 초기이자 중요한 과정 중 하나였다.

## 학문의 진화
시카고 학파의 사회학 이론의 진화와 전환은 1970년대에 클로드 피셔의 저서 『Toward a Theory of Subculture Urbanism』(1975)의 출간과 함께 시작됐다. 해당 저서에서는 피에르 부르디외의 사회 자본과 상징 자본에 대한 이론이 시카고 학파의 침략과 계승 프레임워크에 통합되어 문화 집단이 어떻게 형성되고 확장되며 지역사회 내에서의 입지를 굳건히 하는지 설명했다. 도시 내 하위 문화와 집단의 전환을 다룬 해당 주제는 베리 웰먼의 저서 『The Community Question: The Intimate Networks of East Yorkers』를 통해 더욱 확장됐다. 이는 도시 내에서 개인, 기관 및 공동체의 기능과 위치를 해당 지역사회와 관련지어 규명했다. 또한 웰먼은 "공동체 상실", "공동체 존속", "공동체 해방"과 같은 공동체 중심 이론을 분류하고 통합하여 개인 간 상호작용이 어떻게 형성되고 지역사회 내에서의 적극적 참여가 어떻게 촉진되는지 자세히 설명했다.
공동체 상실:
세 가지 이론 중 가장 초기의 이 개념은 19세기 후반 개인과 지역 사회 사이에 균열을 일으킨 산업 패턴의 급속한 발전을 설명하기 위해 개발되었다. 도시 거주자들은 "비인격적이며, 일시적이며, 세분화된" 네트워크를 보유하고 있다고 주장했으며, 다수의 사회적 네트워크에서 유대감을 유지하는 동시에 특정 집단에 속하는 강한 유대감은 부족했다. 이와 같은 무조직 체계로 도시 공동체 구성원은 다른 사람과의 2차적 관계에 거의 전적으로 의존해야 했고, 공동체의 다른 구성원에게 의존하는 것은 극히 드물었다.
공동체 존속:
1960년대에 발전한 공동체 상실 이론에 대한 비판적 대응으로, 시간이 지남에 따라 유대감의 결속이 좋지못한 지역사회 안에서도 여러 가닥으로 얽힌 연대가 생겨나며, 도시 공동체들은 종종 이와 같은 강한 유대감을 비록 형태가 다를지라도 가지고 있다고 주장한다. 특히 저소득 공동체에서 개인은 환경에 적응하고 자원을 모아 구조적 변화에 대해 집단적으로 스스로를 보호하는 경향이 있다. 시간이 지남에 따라 도시 공동체(urban communities)는 "도시 마을(urban villages)"이 되는 경향이 있으며, 개인은 동일한 지역 환경 내에서 다른 복잡한 도시 네트워크와 연결되는 소수의 사람들과 강한 유대감을 가지고 있다.
공동체 해방:
공동체 상실과 공동체 존속 주장의 중간 지점인 공동체 해방 이론은 직장, 주거지, 그리고 친족 집단의 분리로 인해 도시인들이 여러 공동체 집단에서 약한 유대감을 유지하게 됐으며, 이는 높은 주거 이동성으로 인해 더욱 약화되었다고 주장한다. 그러나 도시에 상호작용을 위한 환경이 집중적으로 존재하기 때문에 개인이 긴밀하게 연결된 공동체와 거리를 유지하더라도 2차 유대감을 개발할 가능성이 높아진다. 일상 생활에서 개인에게 도움을 제공하는 1차적 유대는 드물고 공간적으로 분산된 상호작용에서 형성되며, 공동체 내에서 유지하는 유대의 질에 따라 개인이 자원에 접근할 수 있는 정도는 달라진다.
이러한 이론이 발전함에 따라 도시 사회학자들은 지난 반세기 동안 도시, 농촌 및 교외 환경 간의 차이점을 점차 연구하기 시작했다. 연구자들은 도시 거주자가 농촌 또는 교외 거주자보다 공간적으로 분산된 유대 관계를 맺고있는 경향이 있음을 밝혀냈으며 이는 공동체 해방 주장과 일치한다. 저소득 도시 거주자들의 경우, 도시 내 이동성과 공동 공간의 부족으로 인해 종종 사회적 유대감 형성을 방해받고, 통합되지 못하며 단절된 공동체 공간이 형성되기 쉽다. 도시 내 네트워크의 밀도가 높으면 개인 간의 관계가 약해지지만, 네트워크 내에서 적어도 한 개인이 더 작고 긴밀하게 연결된 네트워크에서 발견되는 주요 지원을 제공할 가능성이 높아진다. 1970년대 이후 사회적 네트워크에 대한 연구는 주로 주거 환경 내에서 개발된 유대감 유형에 초점을 맞춰 왔다. 밀접하게 연결된 동네에서 흔히 볼 수 있는 결속적 유대(Bonding ties)는 동네 조직에서 소득 접근성이나 상향 이동성과 같은 주요 지원을 개인에게 제공하는 연결로 구성된다. 반면, 교량적 유대(Bridging ties)는 개인의 강력한 네트워크를 약하게 연결하는 유대감이다. 예를 들어, 인근 고속도로 건설에 대해 우려하는 공동체가 있다면, 이들은 커뮤니티 이사회 회의에 참석해 의견을 대변하는 몇몇의 개인을 통해서만 연결될 수 있다.
그러나 사회적 네트워크를 둘러싼 이론이 발전하면서 알레한드로 포르테스]와 위스콘신 사회학 연구 모델과 같은 사회학자들은 약한 유대감의 중요성에 대한 영향력을 높이기 시작했다. 강력한 유대감은 주민들에게 기본 서비스와 공동체 의식을 제공하는 데 있어 필수적이다. 반면 약한 유대감은 많은 사람들에게 영향을 미치는 문제를 해결하기 위해 서로 다른 문화적, 경제적 배경 요소를 하나로 모은다. 이론가 에릭 올리버(Eric Oliver)는 방대한 사회적 네트워크를 가진 동네는 문제 해결에 있어 이질적인 자원에 가장 일반적으로 의존하는 동네이며, 정치적으로 가장 활동적이라고 지적했다.
20세기 교외 풍경이 발전하고 외곽 도시가 부유층과 나중에는 급증하는 중산층의 피난처가 되면서, 하비 몰로치, 데이비드 하비, 닐 스미스와 같은 사회학자와 도시 지리학자들은 도심에서 가장 빈곤한 지역의 구조와 활성화를 연구하기 시작했다. 그들의 연구에 따르면 경제적, 사회적 지원을 위해 종종 긴밀한 지역적 유대감에 의존하는 빈곤한 동네는 개발업체에 의해 해당 커뮤니티에 거주하는 주민들이 퇴거당하는 젠트리피케이션의 대상이 되는 것으로 나타났다. 이러한 주민들에게 반영구적 주택과 구조적 지원(제 8 구역부터 커뮤니티 개발 블록 보조금(CDBG) 프로그램까지)을 제공하기 위한 정치적 실험은 많은 경우 저소득 주민들이 안정적인 주택과 고용으로의 전환을 용이하게 했다. 그러나 이러한 주민들의 강제 이동이 미치는 사회적 영향을 다루는 연구에서는 종종 개인이 토지 가치 상승과 자본 투자를 유치하기 위한 수단으로서의 도시 간 경쟁으로 일정 수준의 경제적 편안함을 유지하는 데 어려움을 겪는다는 사실을 지적했다. 이와 같은 환경에서 도심 거주자와 중산층 행인 사이의 상호작용은 도시 사회학자들의 또 다른 연구 주제였다.
2015년 9월호의 "City & Community(C&C)"에 게재된 이 글은 향후 계획과 다가올 미래에 필요한 연구를 다루었다. 해당 기사는 도시 추세에 대응하고, 더 안전한 환경을 조성하며, 미래의 도시화에 대비하기 위한 몇 가지 단계적 조치를 제안한다. 이와 같은 단계에서는 더 많은 C&C 노문 발간, 대도시 지역 분리에 대한 연구 확대, 분리와 빈곤의 추세와 패턴에 대한 집중 연구, 미시적 분리 감소, 그리고 국제적인 도시화 변화에 대한 연구가 포함된다. 그러나 2018년 6월호 C&C에서 마이크 오웬 베네딕슨(Mike Owen Benediktsson)은 특정 공간을 통한 자원 부족이라는 개념인 공간적 불평등이 도시 사회학의 미래에 문제가 될 것이라고 주장한다. 그는 지역 사회의 문제는 정치적 형태와 쟁점에서 비롯되며, 도시화의 확장보다는 공간 간의 관계에 더 많은 관심을 기울여야 한다고 주장한다.

## 비판
도시사회학의 많은 이론들은 비판을 받아 왔으며, 특히 20세기 도시 연구의 토대를 마련했던 초기 이론가들의 자문화 중심적 접근 방식에 대한 비판이 두드러졌다. 도시를 적응력 있는 "초유기체(superorganism)"로 규정하려 했던 초기 이론들은 지역 공동체 내 사회적 유대감의 복잡한 역할을 종종 무시하며, 그 안에 사는 개인이 아닌 도시 환경 자체가 도시의 확장과 형태를 결정한다고 주장했다. 도시 계획가 로버트 모세스를 비롯한 여러 사람들은 빈곤한 도심 주민들에게 추진된 고속도로 계획 정책과 기타 정부 주도의 정책들이 주거 요구에 부응하지 못한다는 비판을 받았다. 경험적 기반 도시 연구의 발전이 더딘 것은 지방 도시 정부가 지역 주민들이 도시의 단기적인 산업화에 적응하도록 돕는 데 실패했음을 보여준다.
일부 현대 사회 이론가들은 또한, 도시 사회학자들이 도심의 문화적 역할에 대해 보여준 명백한 단견을 비판해 왔다. 윌리엄 줄리어스 윌슨은 20세기 중반에 발전된 이론들이 주로 제도의 구조적 역할에 의존하고, 문화 자체가 빈곤과 같은 도심 생활의 공통된 측면에서 어떻게 영향을 미치는지 다루지 않는다고 비판했다. 그는 해당 주제에 대한 거리감이 도심 생활의 불완전한 모습을 보여준다고 주장한다.
도시 사회학이라는 개념 전체는 시간이 흐르면서 사회학자들에 의해 종종 도전과 비판을 받아왔으며, 인종, 토지, 자원 등 여러 측면이 해당 개념을 확장했다. 미누엘 카스텔스는 도시 사회학의 존재 여부에 의문을 제기하고, 이 개념을 재정의, 재구성하기 위해 40년에 걸친 연구를 수행했다. 인구가 증가하고 교외 지역에 거주하는 미국인의 수가 증가함에 따라, 카스텔스는 대부분의 연구자가 도시 사회학 연구에 집중하고, 교외, 도시, 농촌 지역과 같은 다른 주요 공동체를 간과하고 있다고 생각한다. 또한 그는 도시 사회학자들이 도시 사회학이라는 용어를 지나치게 복잡하게 만들었다고 생각하며, 자신들의 연구에 대한 더 명확하고 체계적인 설명을 제시해야 한다고 주장한다. 그는 "정착지 사회학(Sociology of Settlements)"이 해당 용어와 관련된 대부분의 문제를 포괄할 것이라고 본다.
도시 사회학자들은 도시 근교 정착지, 인구 과잉, 도시 사회적 상호작용에 대한 현장 연구 등 다양한 개념에 초점을 맞춘다. 서던 인디애나 대학교(University of Southern Indiana)에서 수학한 페리 버넷(Perry Burnett)은 도시 확산과 인구를 위한 도시 최적화라는 개념을 연구했다. 일부 사회학자들은 도시 패턴/정책과 인종 차별이나 고소득세와 같은 사회 문제 간의 관계를 연구한다.

## 같이 보기
- 전원도시
- 농촌사회학
- 사회 이론
- 도시경제학
- 도시 계획